# فرش ایرانی (فیلم)
فرش ایرانی مجموعه ۱۵ فیلم کوتاه از کارگردانان مختلف است. هر یک از این کارگردان‌ها قالی ایرانی را از دیدگاه خود بیان کرده‌است.
فیلم‌ها به ترتیب نام خانوادگی کارگردان‌ها به نمایش در می‌آیند:
- فرش عشایری از بهروز افخمی
- مشترک مورد نظر در دسترس نیست از رخشان بنی‌اعتماد
- قالی سخن‌گو از بهرام بیضایی
- گره گشایی از جعفر پناهی
- فرش زمین از کمال تبریزی
- فروشی نیست از سیف‌الله داد
- فرمایش آقا سید رضا از مجتبی راعی
- قالی جادو (شازده کوچولو) از نورالدین زرین‌کلک
- فرش، اسب، ترکمن از خسرو سینایی
- فرش و زندگی از بهمن فرمان آرا
- کجاست جای رسیدن؟ از عباس کیارستمی
- دست آفرینی هدیه به دوست از مجید مجیدی
- فرش و فرشته از داریوش مهرجویی
- خاطره خاطره رضا میرکریمی
- کپی برابر اصل از محمدرضا هنرمند.[۱]